# Hei Di

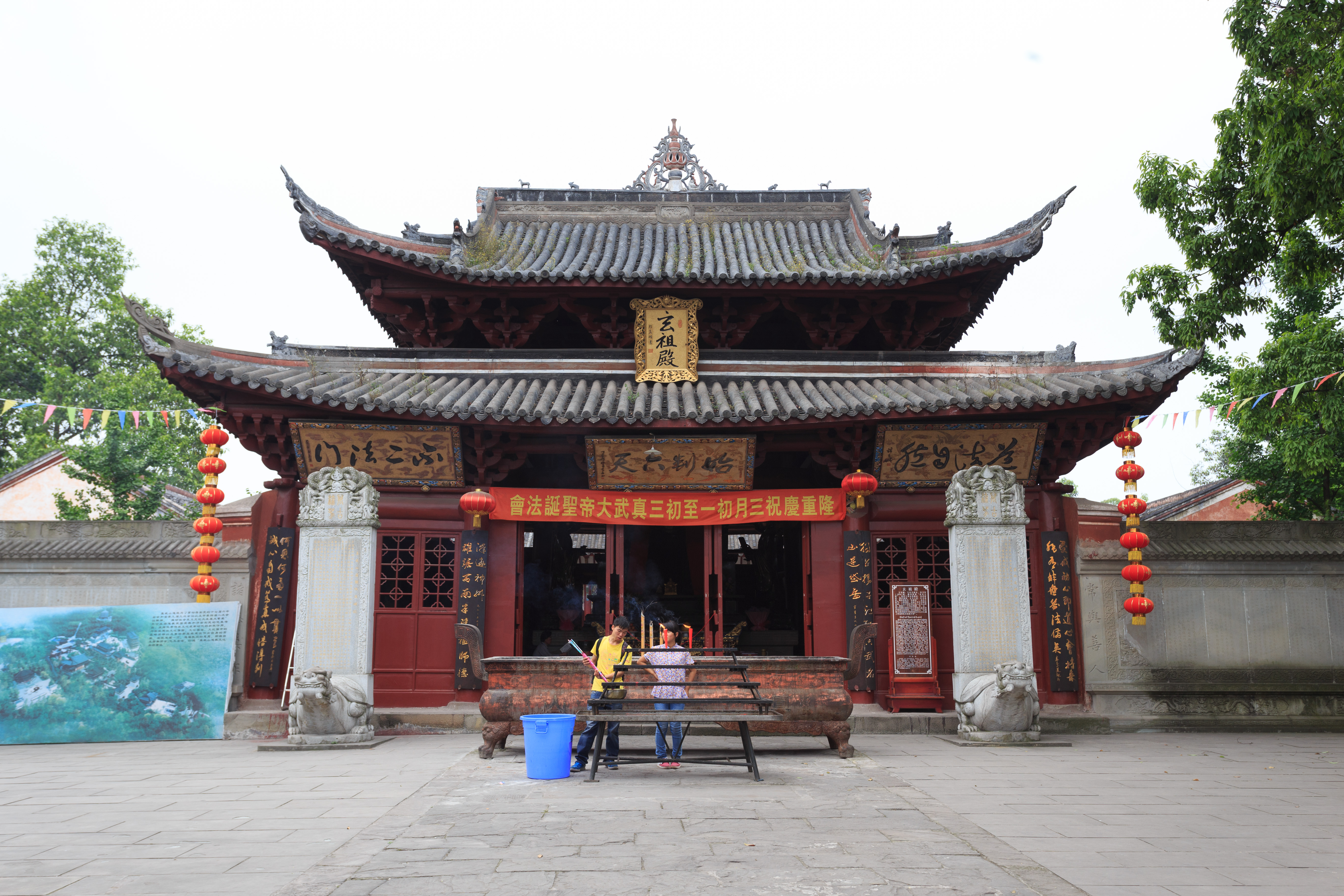
Tempel des Dunklen Vorfahren (玄祖殿 Xuánzǔdiàn) in Yibin, Sichuan.

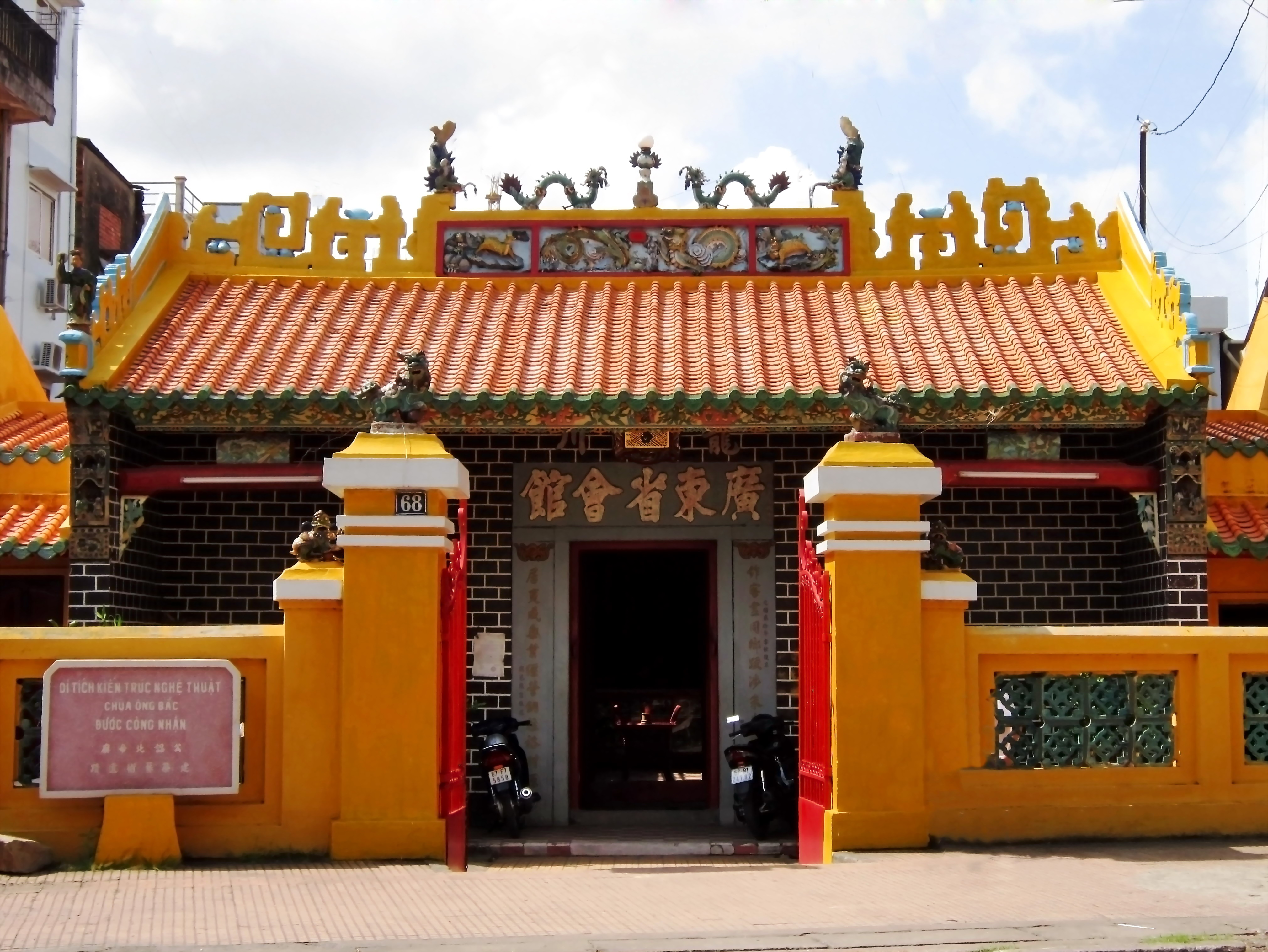
Chùa Ông Bắc (Tempel der Nordgottheit) der Hoa-Chinesen in Long Xuyên, An Giang, Vietnam.

Hēidì (chinesisch 黑帝, Pinyin Hēidì, „Schwarzer Kaiser/Ahne“), oder Hēishén (黑神,  Hēishén, „Schwarzer Gott“) ist der Běidì (北帝, „Nordkaiser“, Kantonesisch: Pak Tai), oder Běiyuèdàdì (北岳大帝 „Große Gottheit des Nordberges“), des chinesischen Daoismus. Er gilt als Gott des Nordens im Chinesischen Volksglauben und als eine der fünf Verkörperungen der höchsten Gottheit (Wǔfāng Shàngdì, 五方上帝). Seine Attribute sind Wasser und Winter. Seine tierische Form ist der Schwarze Drache, sein Planet der Merkur und sein Sternzeichen-Tier ist die Schildkröte-Schlange. Durch seine Assoziation mit dem Norden wird er oft als der Höchste Gott des Himmels angesehen.

## Namen
Neben den bereits genannten Bezeichnungen wird er auch bezeichnet als „Zhuānxū“ (顓頊) bezeichnet und als Xuanwu (玄武) oder Zhēnwǔ (真武) verehrt. Ein weiterer daoistischer Titel ist „Dunkle (geheimnisvolle) Oberste Himmelsgottheit“ (玄天上帝,  Xuántiān Shàngdì).

## Daoistische Mythologie
Einem Mythos zufolge verwüstete der Dämonenkönig während des Sturzes der Shang die Welt, sodass Yuanshi Tianzun dem Jadekaiser befahl, Heidi zum Befehlshaber von zwölf himmlischen Legionen zu ernennen, um dieses Übel zu bekämpfen. Heidi besiegte den Dämonenkönig und erhielt daraufhin den Titel „Geheimnisvolle himmlische höchste Gottheit“. In ihm geweihten Tempeln symbolisieren die bronzene Schildkröte und die Schlange unter den Füßen seines Bildes, dass das Gute immer über das Böse siegt.

## Festivals
- Der Feiertag des Heidi in China ist dessen Geburtstag am 21. April nach dem Mondkalender.
- Ein großes Festival wird auf der Insel Taipa in Macau veranstaltet. Die Feierlichkeiten am dortigen Pak Tai Tempel beinhalten auch eine Chinesische Opernaufführung.
- Das jährliche Cheung Chau Bun Festival (Bun Festival) in Cheung Chau, Hongkong, wird vor dem Pak Tai Tempel abgehalten.

## Tempel
in Hongkong:
| Ort                                                                                         | Ergänzungen | Status         | Anmerkungen                                                                   | Bild |
| ------------------------------------------------------------------------------------------- | --- | -------------- | ----------------------------------------------------------------------------- | ---- |
| No. 2 Lung On Street, Wan Chai ⊙                                                            | Wan Chai Pak Tai Temple 灣仔北帝廟, auch: Yuk Hui Kung 玉虛宮 | Declared       |                                                                               |      |
| A Kung Ngam, Südküste des Lei-Yue-Mun-Channel ⊙                                             | Pak Tai Temple A Kung Ngam, Coastal temple | Nicht gelistet | gwulo.com                                                                     |      |
| An der südlichen Kreuzung der Old Main Street Aberdeen und Aberdeen Main Street, Aberdeen ⊙ | Pak Tai Temple. Teil der „Guardians of Aberdeen“-Gruppe kleiner Tempel und Schreine. | Nicht gelistet | zolimacitymag.com templemap.hk                                                |      |
| An Stanley Bay, Stanley ⊙                                                                   | Pak Tai Temple | Nil Grade      | hk-stanley-market.com 3.bp.blogspot.com mozmolj.blogspot.com wherevergreen.hk |      |
| Hok Tsui Village (鶴咀村), D’Aguilar Peninsula ⊙                                            | Pak Tai Temple | Nicht gelistet | discuss.com.hk                                                                |      |
| No. 146 Ma Tau Wai Road, Hung Hom ⊙                                                         | Pak Tai Temple, Hok Yuen Kok 鶴園角北帝廟. Erbaut 1929. | Nil Grade      | aab.gov.hk                                                                    |      |
| Nos. 196 and 198 Yu Chau Street, Sham Shui Po ⊙                                             | Sam Tai Tsz Temple and Pak Tai Temple 深水埗三太子及北帝廟 | Grade III      | aab.gov.hk                                                                    |      |
| Lomond Road Garden, Lomond Road, Ma Tau Wai ⊙                                               | Sheung Tai Temple 上帝古廟. Nur der steinerne Türrahmen des Tempels ist erhalten. | Grade III      | aab.gov.hk nansha.schina.ust.hk                                               |      |
| Mong Tseng Wai (輞井圍), Ping Shan, Yuen Long District ⊙                                    | Yuen Kwan Tai Temple, Mong Tseng Wai 玄關帝廟. Gewidmet Yuen Tai/Pak Tai und Kwan Tai. | Grade I        | aab.gov.hk isletforum.com                                                     |      |
| Cheung Shing Street, Yuen Long Kau Hui ⊙                                                    | Yuen Kwan Yi Tai Temple 玄關二帝廟. Erbaut ca. 1714. Pak Tai Temple, gewidmet Yuen Tai/Pak Tai und Kwan Tai (Guan Yu). Der Tempel ist zudem eine Ancestral Hall und ein Tempel für Sai Pin Wai. Auch Dorfversammlungen werden dort abgehalten. | Grade I        |                                                                               |      |
| Yuen Kong Tsuen (元崗村), Pat Heung, Yuen Long District ⊙                                   | Chung Shing Temple 眾聖宮. Tempel Aller Heiligen. Die Hauptgottheit des Tempels ist Pak Tai, weitere Gottheiten sind Hau Wong und Tudigong. | Grade III      | aab.gov.hk blog.terewong.com                                                  |      |
| Jockey Club Road, nördlich von Fanling Wai ⊙                                                | Sam Shing Temple 粉嶺三聖宮. Für die Verehrung der drei Gottheiten: Pak Tai, Kwan Tai und Man Cheong (文昌). Der Tempel wurde in der späten Ming-Zeit nach So Kwun Po (掃管埔) verlegt (17. Jh.) und 1948 an die heutige Stelle gebracht.      | Grade III      |                                                                               |      |
| Sheung Yeung (上洋), Clear Water Bay ⊙                                                      | Pak Tai Temple, Clear Water Bay | Nicht gelistet |                                                                               |      |
| Pak She Street, Tung Wan, Cheung Chau ⊙                                                     | Yuk Hui Gung aka. Pak Tai Miu. Verwaltet vom Chinese Temples Committee. Das Innere des Tempels kann bei Google Street View betrachtet werden.                                                                                                  | Grade I        | ctc.org.hk                                                                    |      |
| Tai Tei Tong (大地塘), Mui Wo, Lantau Island ⊙                                              | Pak Tai Temple, Tai Tei Tong |                | thaiworldview.com ivanhenares.com                                             |      |

in China:
- Xuanzudian (Zhenwushan Gujianzhuqun) – „Tempel des Dunklen Vorfahren“ (玄祖殿 Xuánzǔdiàn) in Yibin, Sichuan

in den Vereinigten Staaten:
- Bok Kai Temple (Kalifornien, USA)

in Vietnam
- Chùa Ông Bắc (Tempel der Nordgottheit) der Hoa-Chinesen in Long Xuyên, An Giang